# Галатин
Галатин (болг. Галатин) — село в Болгарии. Находится в Врачанской области, входит в общину Криводол. Население составляет 654 человека.

## Политическая ситуация
В местном кметстве Галатин, в состав которого входит Галатин, должность кмета (старосты) исполняет Красимир Димитров Гешев (независимый) по результатам выборов.
Кмет (мэр) общины Криводол — Николай Георгиев Иванов (Болгарская социалистическая партия (БСП)) по результатам выборов.